# Himmlingen
 Himmlingen ist ein Ortsteil der Stadt Aalen im Ostalbkreis im östlichen Baden-Württemberg.

## Lage
Das Dorf Himmlingen liegt knapp 3 km östlich des Stadtzentrums der alten Reichsstadt Aalen am Fuße des Albtraufs des zum Naturraum Albuch und Härtsfeld gehörenden Nordwestlichen Härtsfeldes, eben noch im Unterraum Goldshöfer Terrassenplatten des benachbarten Östlichen Albvorlandes. Südöstlich des Ortes entspringt in einer Talkerbe des Albtraufs der Pflaumbach, der diesen im Süden berührt und weiter abwärts am oberen Ortsrand Aalens von rechts in den Kocher mündet.
Zu den Nachbarorten zählen das Dorf Unterkochen im Süden, das Stadtviertel Pelzwasen im Südwesten, das Stadtviertel Grauleshof im Westen und der Weiler Brastelburg in Fortsetzung des Pflaumbach-Taleinschnitts deutlich weiter im Südosten auf dem Härtsfeld, die alle zu Aalen gehören.

## Beschreibung
Das Haufendorf umfasst etwas weniger als 50 Hausnummern und wenige Nebengebäude und ist fast an allen Seiten von einem Weichbild aus Obstwiesen umgeben, jenseits dessen Wiesen und seltener Felder liegen. Es grenzt im Nordosten an die L 1080, die von Aalen kommend nach dem Ort durch das Pflaumbachtal in Richtung Brastelburg und dann Waldhausen aufs Härtsfeld hinaufführt. Von dieser zweigt südwärts die Baiersteinstraße ab, die das Dorf durchzieht und sich in ihm mit wenigen Nebenstraßen kreuzt. Himmlingen hat seinen dörflichen Charakter bis heute bewahrt.
Der im Jahr 2011 geschaffene Dorfplatz inmitten des Ortes liegt auf 516,72 m ü. NHN.

## Geschichte
Auch 1385 Hymlingen, 1495 Grossen-Himling. Bis 1938 bei Unterkochen. Heute ist Himmlingen Ortsteil von der Kernstadt Aalen.
Zu den ältesten, noch bestehenden Gebäuden zählen die Magdalenenkapelle mitten im Ort und die Alte Mühle am Ufer des Pflaumbachs unweit des heutigen Löschwasserteichs.

## Magdalenenkapelle

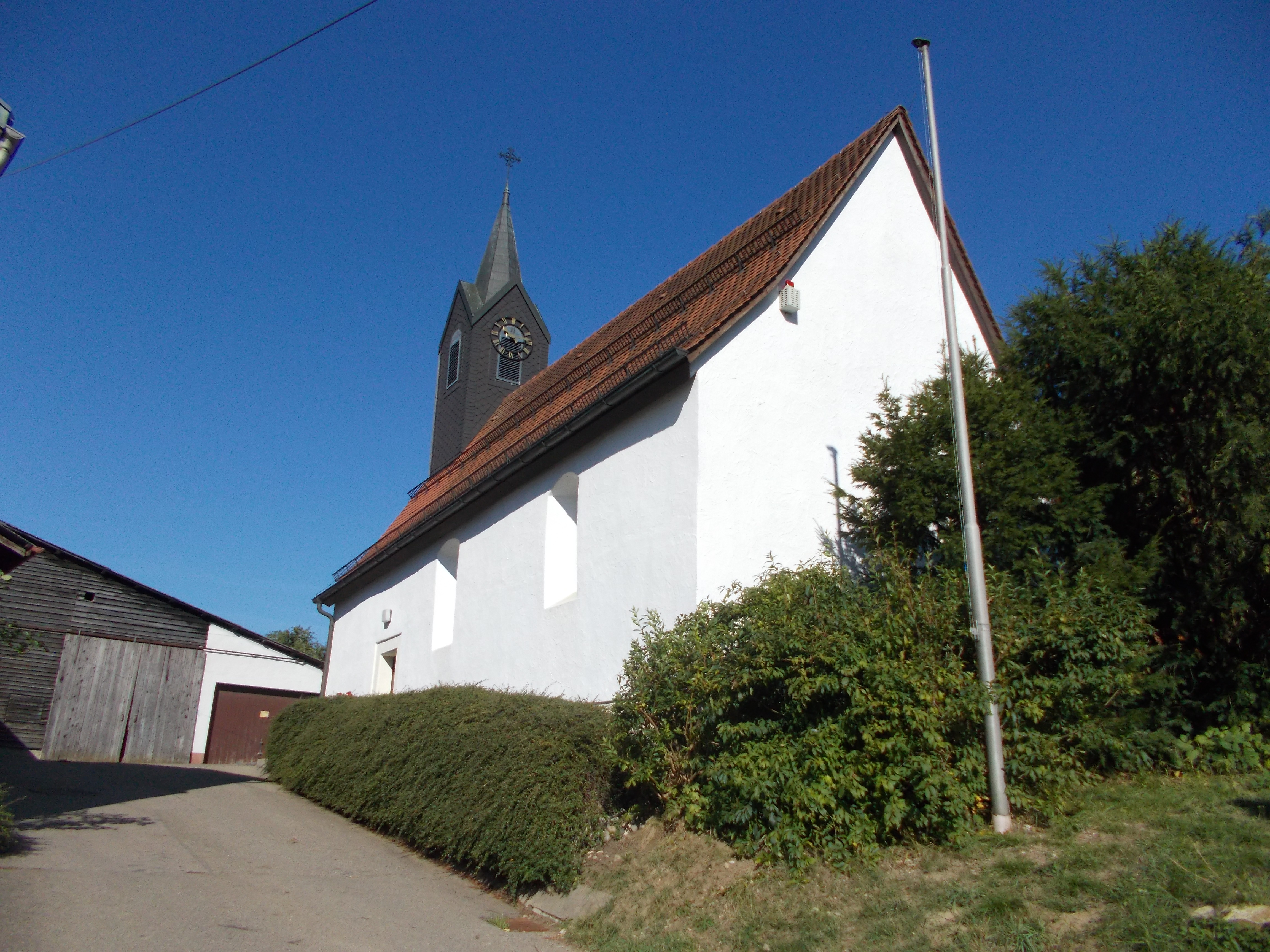
Magdalenenkapelle, vom Dorfplatz aus gesehen

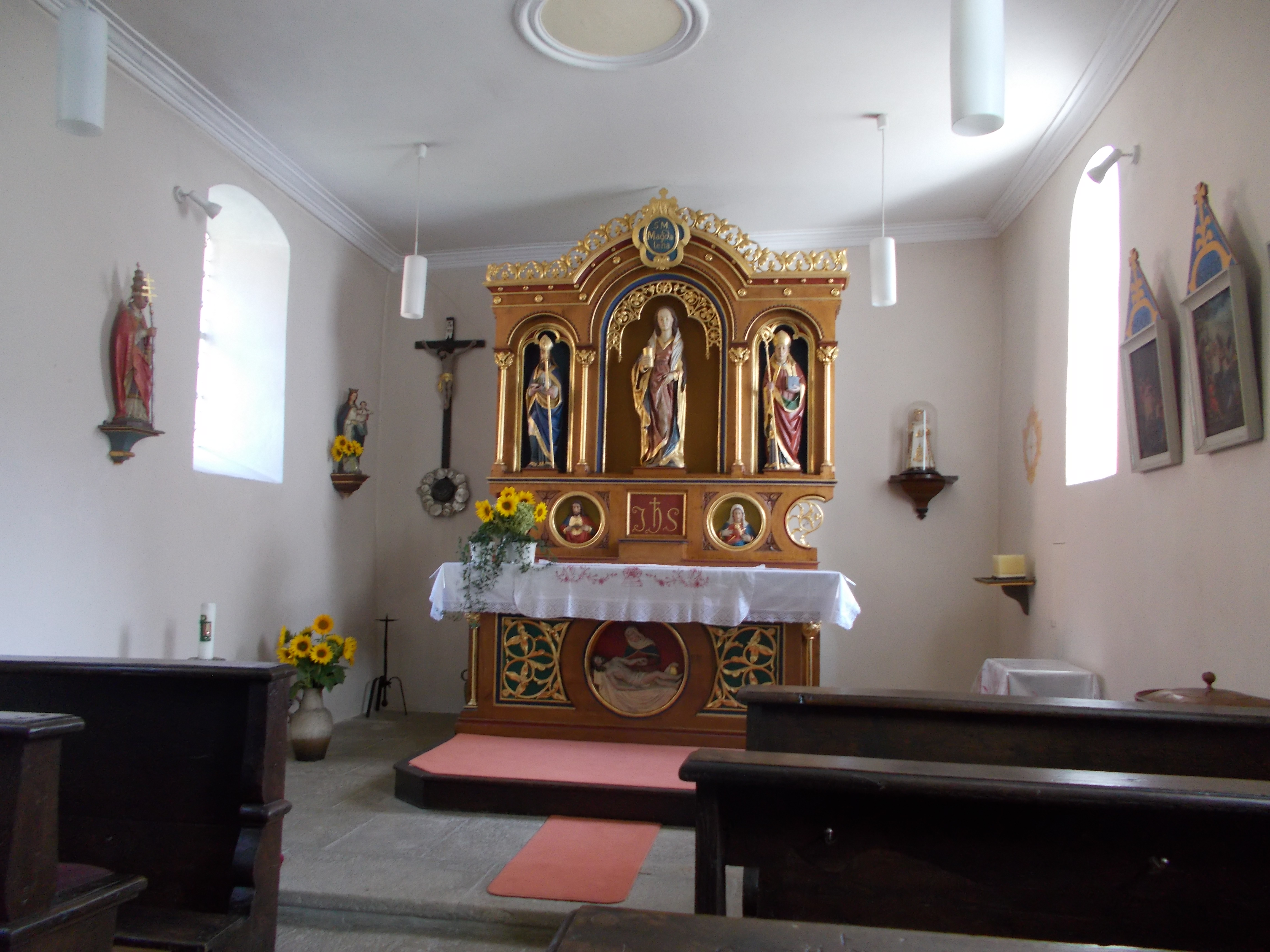
Altar der Magdalenenkapelle in Himmlingen

Die Magdalenenkapelle ist eine sehr alte kleine Kapelle und eines der Wahrzeichen Himmlingens.
Sie steht in der Ortsmitte unweit des Dorfplatzes. Nur wenig überragt die Spitze der Kapelle die Dächer der Wohnhäuser. Das Jahr der Erbauung ist unbekannt, da keinerlei Aufzeichnungen dazu überliefert sind. Erstmals erwähnt wurde sie im Jahr 1385 im Gültbuch des Abtes Albrecht Hack, der zuständig war für das Amt Kochenburg mit damaligem Sitz in Ellwangen. Aus kirchlichen Aufzeichnungen geht hervor, dass der Kirchturm erst sehr viel später im Jahr 1723 errichtet wurde.
Einzigartig sind der Altar und die Figuren, die überwiegend aus der Spätgotik stammen, als auch die Figur des Papstes Leo IX. an der linken Seitenwand (1049–1054 n. Chr.).
Nach einer über zweijährigen Grundrenovierung durch die Himmlinger Bürger wurde am 15. September 1985 durch den Domkapitular Bour und Dekan Baumann die Wiedereinweihung gefeiert. Später wurde auch noch eine neue Glocke in Auftrag gegeben, die nach ihrem Guss ihren Bestimmungsort im Glockenturm fand und am 18. September 1994 auf den Namen „Hl. Magdalena“ geweiht wurde.
Heute findet einmal im Monat ein Gottesdienst statt, an dem Gläubige von nah und fern teilnehmen. Zudem ist die Kapelle zweimal im Mai jedes Jahres der Anlaufpunkt von Bittgängen mit anschließendem Gottesdienst. Der Bittgang beginnt dabei das eine Mal in Unterkochen, das andere Mal in Aalen und nimmt von dort den Weg über den Pelzwasen.

## Baierstein

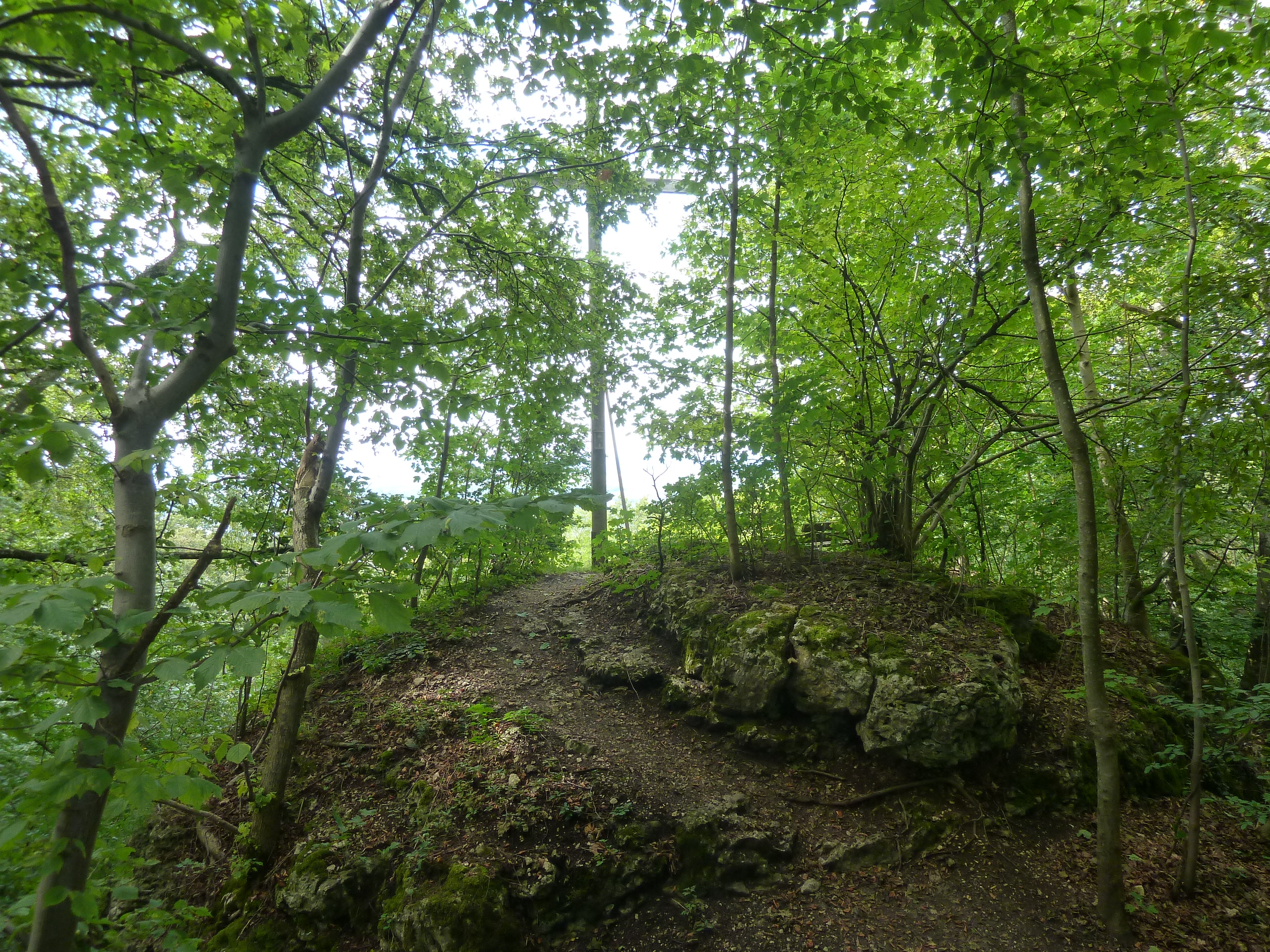
Baierstein

Ein anderes Wahrzeichen Himmlingens ist das Naturdenkmal Baierstein (Schutzgebietsnummer: 81360880021). Dieser ist ein kleines, ein Kreuz tragendes Felsmassiv in der Unteren Felsenkalk-Formation des Weißjuras mit Kleinhöhlen und steht auf etwa 680 m ü. NHN im Hangwald des Albtraufs nordöstlich über Himmlingen; er gehört schon zum Naturraum Härtsfeld.
Bis in die späten 1990er Jahre gab es im Ort eine Gaststätte des Namens Baierstein, in der Wanderern gerne Einkehr hielten. 2001 wurde das Gebäude abgerissen.